# Brentford Ait
Brentford Ait  ist eine unbewohnte Insel oder Werder (engl. Ait) im von den Gezeiten beeinflussten Abschnitt der Themse nahe Brentford in London, England. Sie wird vom London Borough of Richmond upon Thames verwaltet.
Brentford Ait hatte eine Lücke, die Hog Hole genannt wird, in der Mitte, die bei hohem Wasserstand sichtbar wird. Im 18. Jahrhundert gab es ein berüchtigtes Pub auf Brentford Ait, das Swan oder Three Swans hieß. Es wurde 1796 geschlossen. Die Swan Steps führen heute noch am Ufer des Festlandes am östlichen Ende des Waterman’s Park zu der Stelle, wo man zum Pub übersetzte. Die Insel wurde in den 1920er Jahren mit Bäumen bepflanzt, um das Gaswerk von Brentford beim Blick von Kew Gardens zu verdecken. Die Insel ist mit Weiden und Erlen bewachsen und Lebensraum vieler Vögel mit einer bedeutenden Kolonie von Reihern.
Aus historisch unbenannten Gründen gehörte die Insel zur Civil parish von Kew in Surrey; das London Borough of Hounslow verwaltet die benachbarte Insel Lot’s Island, die bei Ebbe nur durch Schlamm von Brentford Ait getrennt ist. Der Fluss wird auf beiden Seiten von Brentford Ait regelmäßig ausgebaggert.